# Friedrich von Gottl-Ottlilienfeld
Friedrich von Gottl-Ottlilienfeld (né Friedrich Gottl et Friedrich Gottl von Ottlilienfeld à partir de 1909, le 13 novembre 1868 à Vienne et décédé le 19 octobre 1958 à Francfort) est un sociologue et économiste allemand.
Il rejoint le 1er mai 1937 la NSDAP.

## Biographie
Il est né le 13 novembre 1868 à Vienne. Il étudie l'économie à Vienne, Berlin et Heidelberg, obtenant le doctorat en 1897 et l'habilitation en 1900. Il devient membre en 1891 du Corps Borussia Berlin.
Friedrich von Gottl-Ottlilienfeld meurt le 19 octobre 1958 à Francfort.